# Teater Jacob
Teater Jacob är en finlandssvensk amatörteaterförening i Jakobstad som har spelat revyer och pjäser sedan 1957. 
Initiativtagare var läraren Alfred Tallmark, som i Jakobstads Tidning efterlyste ett återupplivande av teaterverksamheten i Jakobstad, något som tidningens chefredaktör Anders Huldén stödde. Utgångspunkten var att verksamheten skulle läggas på en så bred bas som möjligt, med alla befolkningsgrupper med på ett hörn. I planeringskommittén invaldes Tor Wenman, Brita Holländer, Gunnar Nystrand och Helge Willén, av vilka den sistnämnde blev ordförande i den nya styrelsen. 
Teaterns verksamhet har varit livlig med ofta så mycket som tre olika uppsättningar per år. Vilhelm Moberg, Hjalmar Bergman, August Strindberg, Wava Stürmer och Anna Bondestam och Astrid Lindgren har upprepade gånger stått på repertoaren, men också Arthur Miller, Yokio Mishima, Peter Shaffer, Frances Goodrich (med Anne Franks dagbok), Inkeri Kilpinen, Olof Granholm, Mikael Niemi, Lars Huldén och Bengt Ahlfors (med Smugglarkungen) har satts upp. Populära har Goja-revyerna blivit, de har tillfredsställt publikens behov av fars, satir och regionalt skvaller och är redan till antalet 18. Som regissörer har teatern anlitat bland andra Majlis Granlund, Sara Strengell, Josef Herler, Mischa Hietanen, Helge Lassenius (som var husregissör åren 1975–1979 och regisserade tio pjäser) och Göran Sjöholm som hunnit med nio pjäser under åren 1988–2005, bland dem Cabaret 2005–2006.